# PowerPC 604

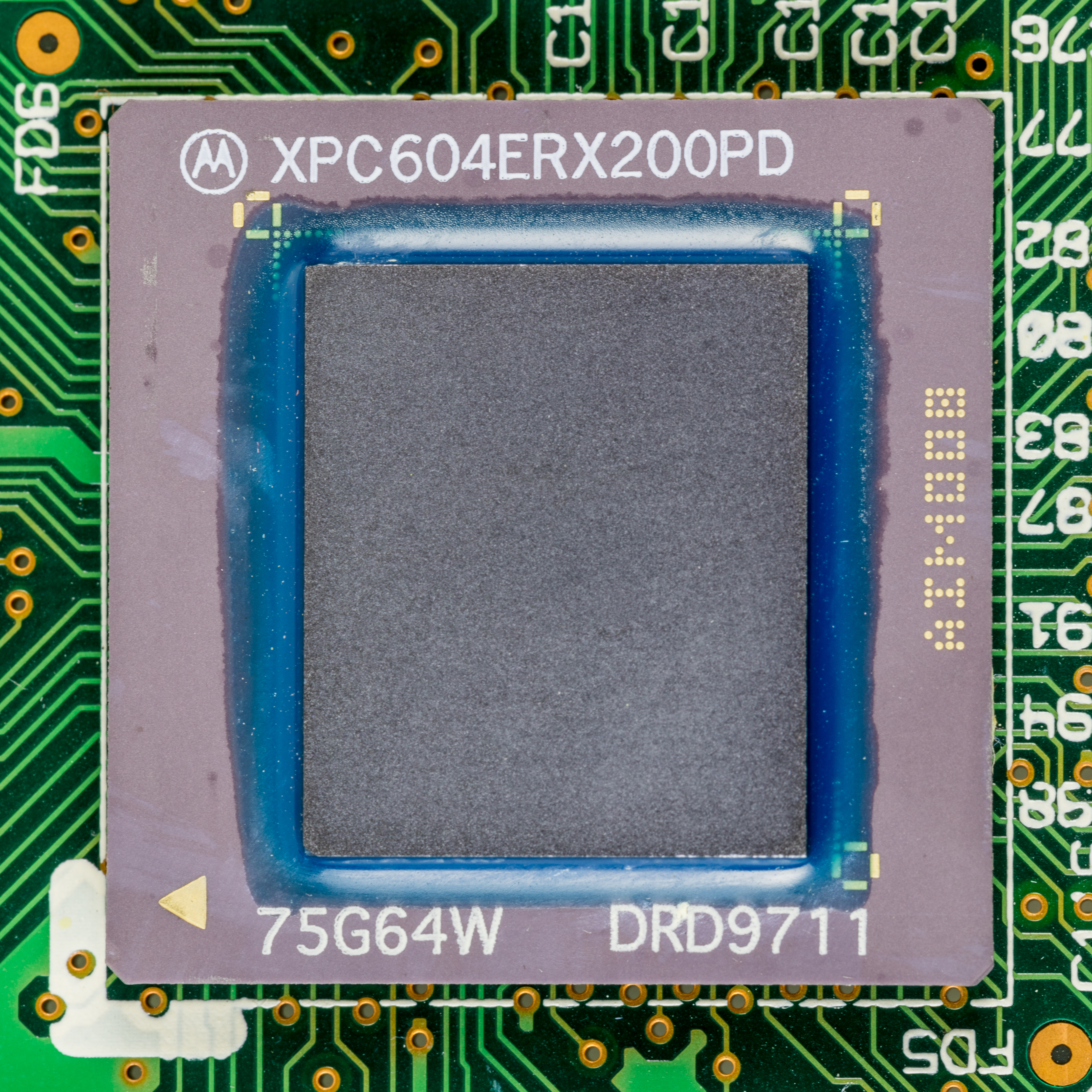
PowerPC 604e a 200 MHz

Il PowerPC 604 fu un microprocessore prodotto da IBM/Motorola e basato sul set di istruzioni PowerPC. Questo fu il primo processore a implementare l'intera architettura PowerPC, dato che i procedenti processori o ne implementavano un set parziale o implementavano anche istruzioni non PowerPC come il PowerPC 601 che implementava anche istruzioni della famiglia POWER. Il processore fa parte della seconda generazione di processori PowerPC (PowerPC G2) insieme ai processori PowerPC 602, 603 e 620.

## Storia
Presentato nello stesso periodo del PowerPC 603, mentre il 603 era destinato alle macchine portatili e di fascia bassa il 604 era destinato alle macchine desktop di fascia alta. Venne annunciato nell'aprile del 1994 venne utilizzato per la prima volta nel giugno del 1995 dal Power Macintosh 9500 da Apple Computer. Fu utilizzato dalle macchine desktop Apple tra il 1995 e la fine del 1997, data della presentazione del PowerPC G3.

## Architettura
Il processore PowerPC 604 fu progettato per fornire le migliori prestazioni, era una volta e mezzo più rapido del PowerPC 601 alla stessa frequenza. Il PowerPC 604 poteva eseguire fino a quattro istruzioni per ciclo di clock. Possedeva due unità di calcolo per i numeri interi, una unità di interi multiciclo, una unità di esecuzione in virgola mobile, una unità load/store, una unità di predizione dei salti e una cache dati e una cache istruzioni. L'unità di esecuzione in virgola mobile gestiva i numeri in doppia precisione. A differenza del PowerPC 603 e 602 poteva venir utilizzato in sistemi multiprocessore.

## Caratteristiche

### PowerPC 604
- Presentazione: aprile 1994
- Tecnologia: 500 nanometri
- Transistor: 3.6 Milioni
- Dimensione die: 196 mm²
- Frequenza: da 100 a 180 MHz
- Voltaggio: 3.3 Volt
- Architettura: 32 bit
- Bus degli indirizzi: 32 bit
- Bus dei dati 64 bit
- frequenza del bus dei dati: 33, 40 o 50 MHz
- Cache primo livello: 32 KB
- Prestazioni a 100 MHz: SPECint92: 160 / SPECfp92: 165
- Consumo: 14-17 W a 133 MHz

### PowerPC 604e
- Presentazione: 1996
- Tecnologia: 350 nanometri
- Transistor: 5.1 Milioni
- Dimensione die: 148 o 96 mm²
- Frequenza: da 166 a 233 MHz
- Voltaggio: 2.5 Volt
- Architettura: 32 bit
- Bus degli indirizzi: 32 bit
- Bus dei dati 64 bit
- frequenza del bus dei dati: 33, 40 o 50 MHz
- Cache primo livello: 64 KB
- Consumo: 16-18 W a 233 MHz

### PowerPC 604ev (Mach 5)
- Presentazione: giugno 1997
- Tecnologia: 250 nanometri
- Transistor: 5.1 Milioni
- Dimensione die: 47 mm²
- Frequenza: da 250 a 350 MHz
- Voltaggio: 1.8 Volt
- Architettura: 32 bit
- Bus degli indirizzi: 32 bit
- Bus dei dati 64 bit
- frequenza del bus dei dati: 50 MHz
- Cache primo livello: 64 KB
- Prestazioni a 350 MHz: SPECint95: 14.6 / SPECfp95: 9
- Consumo: 6 W a 250 MHz

Nota: Venne prodotto in quantità molto modeste e venne utilizzato nei computer Power Macintosh 8600 e 9600 alla fine del 1997 e venne immediatamente rimpiazzato dai computer basati su PowerPC G3.